# Скафандр СК-1
СК-1 — радянський космічний скафандр, що розроблений для польотів в космічному просторі на кораблях серії Восток. Скафандр даного типу носив перший космонавт Юрій Гагарін.

## Історія створення

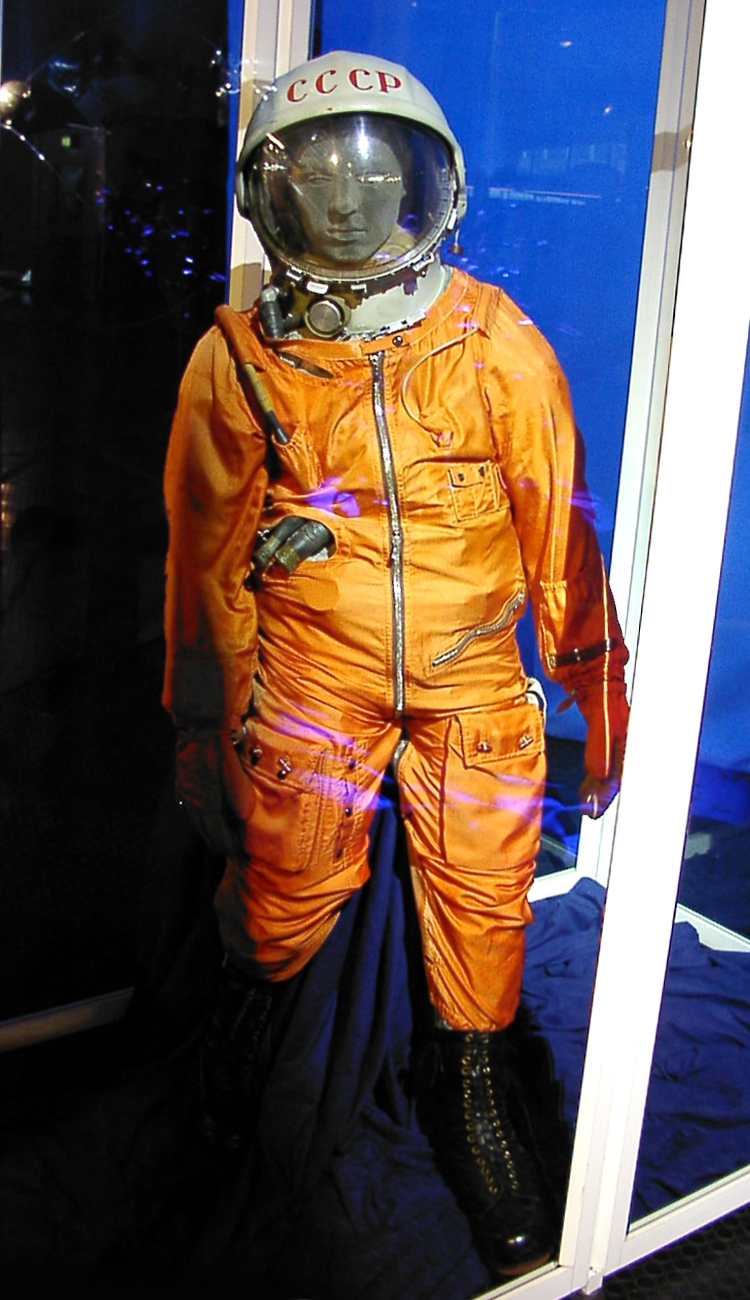
Космічний скафандр СК-1

Питання про забезпечення космонавтів засобами індивідуального захисту обговорювалося спеціальною комісією Академії наук під керівництвом її президента М.В.Келдиша. Підрядники отримали чіткі вказівки, але ще до кінця літа 1960 не вщухав конфлікт інтересів учасників робіт.
НВП «3везда» створило зразки робочого скафандра за короткі терміни і вже в кінці 1959-го приступило до їхнього відпрацьовування, але в лютому було нове завдання — зробити не скафандр, а захисний костюм, розрахований на порятунок космонавта тільки після приземлення або приводнення спускаємого модуля. Таким чином мова йшла про принципові зміни, оскільки рятувальний костюм був би потрібний у випадку розгерметизації корабля в космосі.
Серед противників скафандра виявилися розробники самого корабля, які вважали подібну небезпеку нікчемною. Розрубати вузол протиріч вдалося лише за 8 неповних місяців до запланованого польоту Гагаріна завдяки особистому втручанню Сергія Корольова. І тільки після цього на основі наявних напрацювань був створений «гагарінський» скафандр СК-1. За прийнятої класифікації його можна віднести до «м'яких» скафандрів, оснащеним незнімним, майже сферичним шоломом.
Хоча перший космічний політ зайняв всього 108 хвилин, наступні експедиції на орбіту планувалися тривалішими. Тому на космічних скафандрах, на відміну від авіаційних, вперше встановлювалося тоді ще екзотичний для пілотів, але вкрай необхідний асенізаційний пристрій, яким можна було користуватися не роздягаючись.
СК-1 успішно використовувалися під час усіх польотів кораблів першої серії «Восток», а не тільки гагарінського.

## Класифікація скафандрів
Всього існує 3 класи скафандрів:
- рятувальні скафандри — служать для захисту космонавтів у разі розгерметизації кабіни або при значних відхиленнях параметрів її газового середовища від норми;
- скафандри для роботи у відкритому космосі на поверхні космічного корабля або поблизу його;
- скафандри для роботи на поверхні небесних тіл.

СК-1 був скафандром першої категорії. Він використовувався під час усіх польотів кораблів першої серії «Восток»

## Використання скафандру СК-1
СК-1 «працював» у парі із спеціальним теплозахисним комбінезоном, який надягав космонавтом під основний захисний костюм. Комбінезон був не просто одягом, він являв собою ціле інженерна споруда з вмонтованими в нього трубопроводами системи вентиляції, що підтримувала необхідний тепловий режим тіла і видаляє вологу з продуктами дихання. У непередбачених умовах, система життєзабезпечення скафандра (СЖО) разом з СЖО кабіни «продовжували» існування космонавта на 10 діб. У разі розгерметизації кабіни автоматично закривалося прозоре «забрало» — ілюмінатор шолома — і включалася подача повітря з балонів корабля.
Але у нього був істотний недолік. Його м'яка оболонка під дією внутрішнього надмірного тиску завжди прагне, прийняти форму тіла обертання і випростатись. Зігнути якусь її частину, скажімо, рукав або штанину, не так-то просто, і чим більше внутрішній тиск, тим важче це зробити. При роботі в перших космічних скафандрах через їх відносно низької рухливості космонавтам доводилося витрачати чималі додаткові зусилля, що в підсумку вело до підвищення інтенсивності обмінних процесів в організмі. Через це, у свою чергу, доводилося збільшувати масу і габарити запасів кисню, а також блоків системи охолодження.
Існувала і його особлива модифікація — СК-2, розроблена спеціально для польоту в космос першої у світі жінки — космонавта в 1963 році. СК-2 відрізнялася від базової версії лише тими змінами, які були продиктовані особливостями жіночої анатомії і фізіології.